# Небеса могут подождать (фильм, 1978)
«Небеса могут подождать» (англ. Heaven Can Wait) — американский художественный фильм режиссёров Уоррена Битти и Бака Генри, вышедший на экраны в 1978 году.
Картина поставлена по одноимённой пьесе Гарри Сигалла и является ремейком первой экранизации «А вот и мистер Джордан идёт» (1941) с Робертом Монтгомери, Клодом Рейнсом и Эвелин Кейс.

## Сюжет
Стареющая звезда футбола Джо Пендлтон (У. Битти) погибает в результате несчастного случая на дороге, а его дух оказывается в руках сверхусердного ангела (Бак Хенри). После того как тело Джо уже кремировано, на небесах выясняется, что ему ещё не пришло время умирать. Таким образом, перед ангелом и самим Всевышним (Мэйсон) стоит нелёгкая задача — найти на земле наиболее подходящий объект для души героя этой картины… Свободным в тот момент оказалось только тело богатого промышленника, чью кончину готовили его жена (Дайан Кэннон) и секретарь магната (Гродин). Бетти Логан (Джули Кристи) влюбляется в богача, вернувшегося после своего «воскрешения» с другими привычками и пристастиями, и мечтающего только о том, чтобы вернуться в спорт. Тренер (Джек Уорден) принимает в этом большое участие.

## В ролях
- Уоррен Битти — Джо Пендлтон
- Джули Кристи — Бетти Логан
- Джеймс Мэйсон — мистер Джордан
- Джек Уорден — Макс Коркл
- Чарлз Гродин — Тони Эбботт
- Дайан Кэннон — Джулия Фарнсворт
- Бак Генри — сопровождающий
- Винсент Гардения — Крим

## Награды и номинации
- 1979 — премия «Оскар» за лучшую работу художника-постановщика (Пол Силберт, Эдвин О’Донован, Джордж Гейнс), а также 8 номинаций: лучший фильм (Уоррен Битти), режиссура (Уоррен Битти и Бак Генри), мужская роль (Уоррен Битти), мужская роль второго плана (Джек Уорден), женская роль второго плана (Дайан Кэннон), адаптированный сценарий (Уоррен Битти, Элейн Мэй), операторская работа (Уильям А. Фрейкер), оригинальная музыка (Дейв Грусин).
- 1979 — 3 премии «Золотой глобус»: лучший фильм — комедия или мюзикл, мужская роль — комедия или мюзикл (Уоррен Битти), женская роль второго плана (Дайан Кэннон).
- 1979 — 4 премии «Сатурн»: лучший фильм в жанре фэнтези, сценарий (Уоррен Битти, Элейн Мэй), мужская роль (Уоррен Битти), женская роль второго плана (Дайан Кэннон). Кроме того, лента получила 4 номинации: лучшая режиссура (Уоррен Битти и Бак Генри), мужская роль второго плана (Джеймс Мэйсон), музыка (Дейв Грусин), костюмы (Теодора ван Рункль, Ричард Бруно).
- 1979 — премия Гильдии сценаристов США за лучшую адаптированную комедию (Уоррен Битти, Элейн Мэй).
- 1979 — номинация на премию Гильдии режиссёров США за лучшую режиссуру художественного фильма (Уоррен Битти и Бак Генри).

## Ремейк
В мае 2024 года студия Paramount Pictures запустила работу ремейк Небеса могу подождать, где главную роль сыграет Глен Пауэлл.